# Dasyornis broadbenti
El picocerdas rufo (Dasyornis broadbenti) es una especie de ave paseriforme de la familia Dasyornithidae endémica de Australia.

## Distribución y hábitat
Se encuentra únicamente en las regiones costeras del sureste de Australia, desde Melburne hasta Adelaida. 
Su hábitats naturales son los zonas de matorral costero y zonas arboladas con denso sotobosque.  Está amenazado por la pérdida de hábitat.

## Taxonomía
Se reconocen tres subespecies:

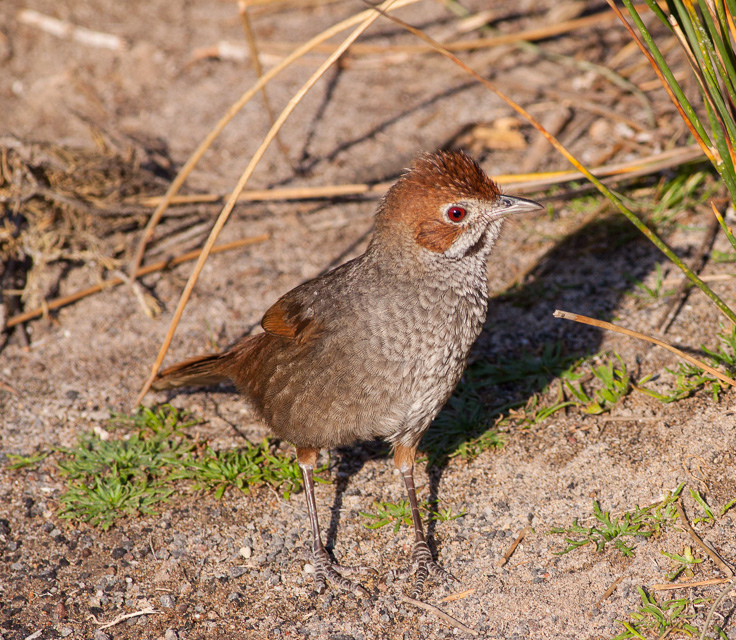
Picocerdas rufo (Dasyornis broadbenti)

- D. b. broadbenti (McCoy, 1867) - que se encuentra desde la boca de Coorong en Australia Meridional hasta bahía de Portland y Port Fairy en Victoria.
- D. b. caryochrous (Schodde y Mason, 1999) - que se encuentra en las costas del montes Otway desde Peterborough a Anglesea.
- D. b. litoralis (Milligan, 1902) - una subespecie extinta que se encontraba en el sureste de Australia entre Cabo Naturaliste y Cabo Mentelle.

## Estado de conservación
El picocerdas rufo es considerado por la UICN como una especie bajo preocupación menor. Las dos subespecies supervivientes presentes en Victoria están catalogadas como amenazadas según la ley local de salvaguarda de la flora y la fauna (1988). Según esta ley se realizan acciones de recuperación y gestión de la especie. En 2007 ambas subespecies se incluyeron en una lista consultiva sobre la fauna de vertebrados de Victoria, en el apartado de especies casi amenazadas.